# Vampire Weekend (album)
Vampire Weekend is het debuutalbum van de gelijknamige Amerikaanse indierockband Vampire Weekend. Het album werd uitgebracht in januari 2008 en bevat de singles Mansard Roof, Oxford Comma, A-Punk en Cape Cod Kwassa Kwassa.
Het album werd in de Verenigde Staten meer dan 500.000 maal verkocht en in het Verenigd Koninkrijk meer dan 300.000 maal. Door de pers werd het album positief ontvangen. Het tijdschrift Time riep het uit tot het op vier na beste album van het jaar en in een ranglijst van het muziekblad Rolling Stone eindigde het album als 56e in een lijst van beste albums van het decennium.

## Tracklist
1. Mansard Roof
2. Oxford Comma
3. A-Punk
4. Cape Cod Kwassa Kwassa
5. M79
6. Campus
7. Bryn
8. One (Blake's Got a New Face)
9. I Stand Corrected
10. Walcott
11. The Kids Don't Stand a Chance